# メディチ (ボードゲーム)
メディチは、ライナー・クニツィアによるボードゲームである。ルールは、プレイヤーが5種類の商品を競りによって買い集め、様々な要素から点数を得て、その点数が最も多いプレイヤーの勝利となる｡
まず、クニツィア自身は「クォンツ・アナリスト」と呼ばれる職業に就いていた。これは「様々な要素から考慮されるリスクから銀行のプランの価格を設定する」という職業である。このゲームのテーマとなるメディチ家も、今でいう銀行家やトレーダーといった職業に就いていたため、クニツィアは自身と同じような仕事をしていたこの名家の名前を借りたのかもしれない。このメディチでは「リスクに対する値付け」がゲームの肝になっている。全体の商品に何が出てくるか（今回のゲームでは、全体のうちから何が抜けているのか）、出てくるものが何なのか、他のプレイヤーが何を欲しているのか、それ以外の要因など、将来の価値が不確実である。ゲームをうまくプレイするためには、カードの組み合わせに対して、どのようなリスクが付きまとうのか、期待値についても考慮すべきで、適切な値段、タイミングで、カードを買う必要がある。